# China Grand Automotive Services Group
China Grand Automotive Services Group Company Limited — крупнейшая автодилерская компания Китая. Имеет обширную сеть автосалонов и станций технического обслуживания, через которые продаёт легковые автомобили и запасные части к ним, обслуживает автомобили, сдаёт автомобили в аренду с правом выкупа. Входит в число крупнейших публичных компаний страны (в 2023 году заняла 1512-е место в Forbes Global 2000). Штаб-квартира расположена в Шанхае.

## История
China Grand Auto была основана в 1999 году в Шанхае как дочерняя структура Guanghui Group; к 2010 году около 40 % акций компании приобрела американская инвестиционная корпорация TPG Inc. (в декабре 2014 года она продала свою долю за 700 млн долл. группе китайских инвесторов); в июне 2015 года China Grand Auto вышла на Шанхайскую фондовую биржу, в июне 2016 года завершила приобретение за 2,7 млрд долл. своего конкурента — компанию Baoxin Auto (позже она была переименована в Grand Baoxin Auto Group). По итогам 2022 года China Grand Auto через собственную сеть, состоявшую из 779 магазинов, продала 589 тыс. автомобилей на 133,54 млрд юаней.

## Деятельность
China Grand Automotive Services Group представляет в своих салонах около 50 автомобильных брендов, в том числе Mercedes-Benz, Volkswagen, Audi, BMW, Peugeot, Volvo, Jaguar, Land Rover, Maserati, Hyundai, Lexus, Infiniti, Honda, Ford, Cadillac и BAIC. 
Компания лидирует на премиальном рынке Китая (имеет 257 магазинов роскошных и люксовых брендов). Также China Grand Auto занимает первое место в Китае по торговле подержанными автомобилями и финансовому лизингу легковых автомобилей.
По итогам 2022 года основная выручка China Grand Automotive Services Group пришлась на продажу (98,7 %) и прокат (1,3 %) автомобилей.

### Дочерние компании
- Grand Baoxin Auto Group Ltd. (Шанхай), ранее известная как Baoxin Auto Group — основана в 1999 году, занимается продажами и обслуживанием новых и подержанных легковых автомобилей, продажами автозапчастей и автостраховки; среди основных брендов — Rolls-Royce, Ferrari, Maserati, Porsche, Land Rover, Jaguar, Audi, Infiniti, Cadillac, Buick и Volvo. В 2022 году имела 6,56 тыс. сотрудников, продажи компании составили 31,7 млрд гонконгских долларов[15][16][17].
- All Trust Leasing Co. Ltd. (Шанхай), ранее известная как Guanghui Leasing — основана в 2011 году, занимается лизингом легковых автомобилей.
- State Grid-China Grand Auto Electric Vehicle Service Co. Ltd. (Шанхай) — совместное предприятие State Grid Corporation of China и China Grand Auto, основанное в 2019 году; занимается развитием сети станций зарядки электромобилей[18].

## Акционеры
Крупнейшим акционером China Grand Automotive Services Group является миллиардер Сунь Гуансинь (32,92 %) — основатель многопрофильного холдинга Guanghui Group; основными институциональными инвесторами выступают China Southern Asset Management (0,48 %), BC Investment Management (0,14 %) и The Vanguard Group (0,13 %).